# رویدادنامه رادزیویل

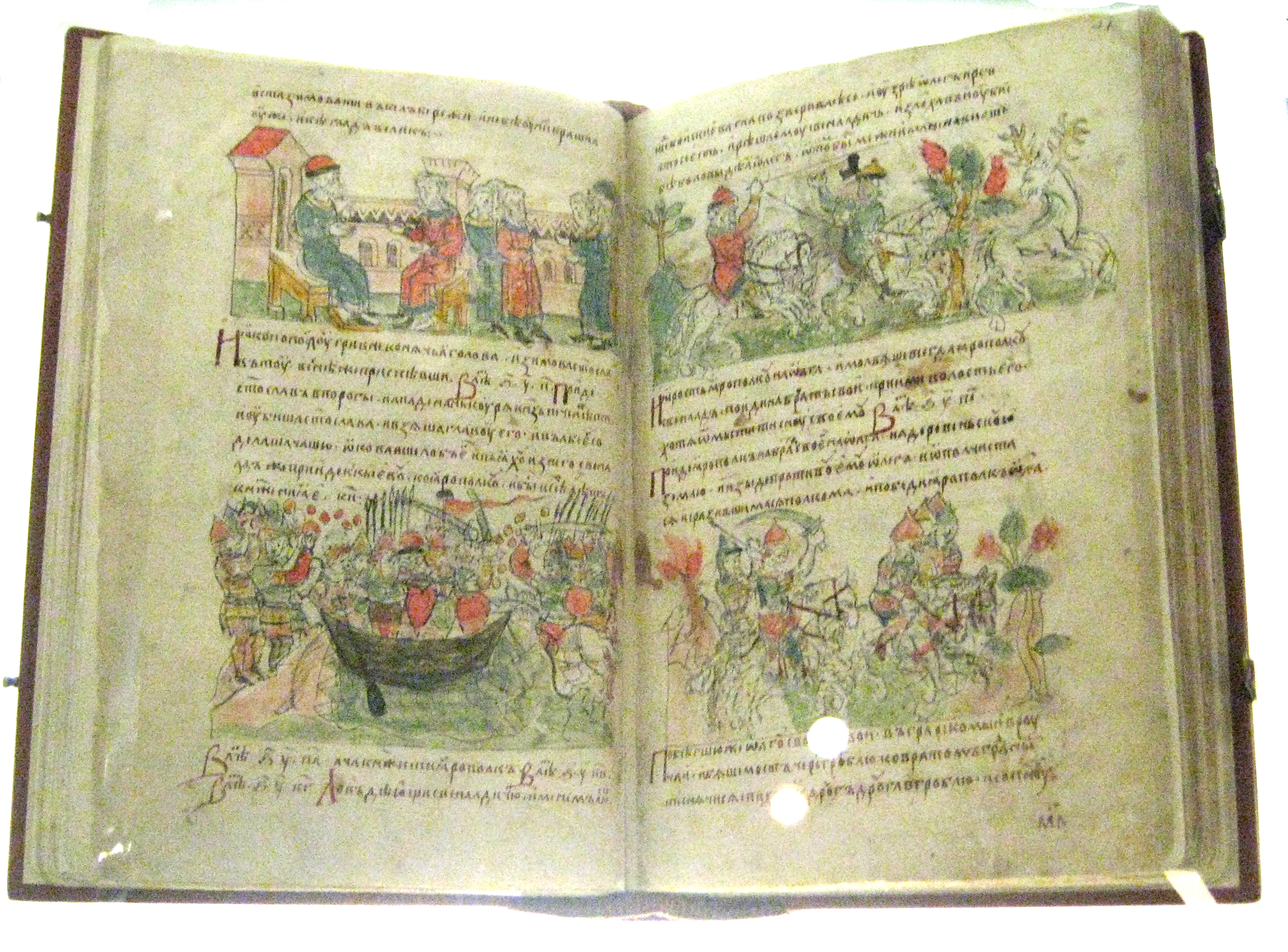
کتاب رادزیویل

رویدادنامه رادزیویل (به زبان روسی:Радзивилловская летопись) یکی از قدیمی‌ترین رویدادنامه‌های تاریخ روسیه است و به سبب داشتن بیش از ۶۰۰ تصویر (مینیاتور) از وقایع تاریخی روسیه قرون وسطی، از اهمیت ویژه‌ای برخوردار است.
این رویدادنامه که متعلق به قرن ۱۵ میلادی است و به زبان اسلاوی شرقی باستان نوشته شده و در آکادمی علوم روسیه در سنت پترزبورگ (RAS) نگهداری می‌شود، در واقع کپی از نسخه اصلی قدیمی‌تری است که از بین رفته.
قدیمی‌ترین کتاب تصویرسازی شده روسی، انجیل آسترامیر (به زبان روسی:Остромирово Евангелие) متعلق به قرن ۱۱ میلادی است، با تصاویری بسیار کمتر از رویدادنامه رادزیویل. این کتاب در کتابخانه ملی روسیه (NLR) در سنت پترزبورگ نگهداری می‌شود.

## نگارخانه

نمونه تصاویر
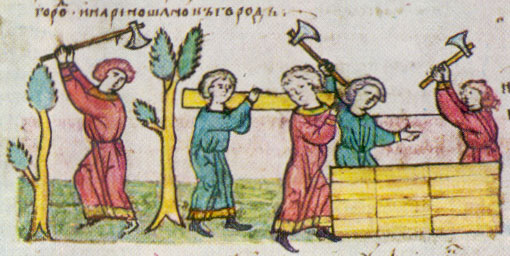
ساختن یک شهر
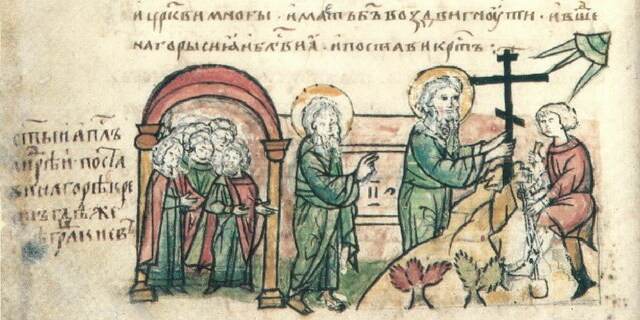
"سنت اندرو" نبوت ظهور کیف
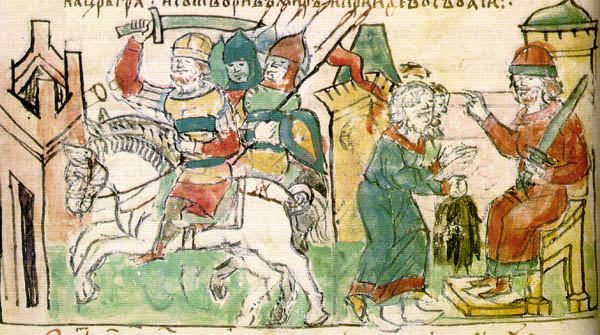
"ایگور" از کیف ادای احترام از "درویلی ها"